# Omanische Fußballnationalmannschaft
Die omanische Fußballnationalmannschaft ist die Nationalmannschaft des Sultanats Oman, das auf der Arabischen Halbinsel liegt.
Bereits früh, im Jahre 1965, bestritt Oman sein erstes Länderspiel. Gegen Libyen hatte die Mannschaft allerdings keine Chance und verlor deutlich mit 1:15. Für die nächsten 15 Jahre gelang es der Mannschaft nicht, auch nur ein Spiel zu gewinnen. Den einzigen Punktgewinn bis dato erreichte das Land 1976 mit einem 1:1 gegen die Vereinigten Arabischen Emirate beim Golfpokal. Der erste Sieg konnte am 17. Februar 1982 gefeiert werden, als Oman Nepal mit 1:0 besiegte. Seit Anfang der 1990er Jahre verbesserte die Mannschaft ihre Ergebnisse stetig und schloss immer mehr zu den anderen Nationen Vorderasiens auf.
Für eine Fußball-Weltmeisterschaft qualifizierte sich Oman bisher noch nicht. Am knappsten scheiterte man 2002, als die Mannschaft in die letzte Runde einzog, dort aber keine Chance gegen China und die VAE hatte.
Nachdem sich die Mannschaft erstmals 1984 für eine Asienmeisterschaft hatte qualifizieren wollen, erreichten die Omaner 20 Jahre später die Endrunde, als sie u. a. den Weltmeisterschaftsvierten Südkorea mit 3:1 schlug. Bei der Endrunde verlor man das erste Spiel gegen Japan knapp mit 0:1 und trennte sich mit 2:2 gegen den Iran. Trotz des 2:0-Sieges über Thailand schieden die Omaner aus, da der Iran und Japan sich torlos trennten. Am Ende belegten die Omaner den dritten Tabellenplatz.
Bei der Qualifikation zu den Olympischen Spielen 2004 in Athen lag Oman vor dem letzten Spieltag auf dem ersten Tabellenplatz und musste in Kuwait gegen den Tabellenzweiten Kuwait antreten, während der Tabellendritte Irak in Amman Saudi-Arabien empfing. Ein Sieg in Kuwait hätte die Qualifikation gebracht, allerdings kamen die Omaner nicht über ein 0:0 hinaus und verspielten ihre Qualifikationschancen, da der Irak Saudi-Arabien mit 3:1 schlug und sich aufgrund der besseren Tordifferenz die Endrundenteilnahme sicherte.
Bei der Asienmeisterschaft 2007 schied die Mannschaft sieglos in der Vorrunde aus, 2009 gelang ihr zum ersten Mal der Sieg beim Golfpokal. Ein zweiter Titelgewinn erfolgte 2017.

## Bekannte Spieler
Der wohl bekannteste Spieler ist der ehemalige FC-Reading-Legionär Ali al-Habsi (* 1981).

## Weltmeisterschaften
- 1930 bis 1982 – nicht teilgenommen
- 1986 – zurückgezogen
- 1990 bis 2022 – nicht qualifiziert

## Rekordspieler
Nur sechs Spieler haben mehr Länderspiele als Ahmed Mubarak bestritten.
(Stand: 4. Januar 2025)
| Spiele | Spieler                        | Position   | Zeitraum  | Tore |
| ------ | ------------------------------ | ---------- | --------- | ---- |
| 183    | Ahmed Mubarak                  | Mittelfeld | 2003–2019 | 23   |
| 151    | Fawzi Bashir                   | Mittelfeld | 2001–2013 | 30   |
| 138    | Ali al-Habsi                   | Tor        | 2001–2019 | 0    |
| 128    | Hassan al-Ghilani              | Abwehr     | 2003–2015 | 06   |
| 127    | Amad al-Hosni                  | Angriff    | 2003–2015 | 38   |
| 123    | Mohammed Saleh Ali al-Musalami | Abwehr     | 2010–     | 03   |
| 116    | Saad al-Mukhaini               | Abwehr     | 2008–2019 | 01   |
| 105    | Harib Jamil Zaid Al-Saadi      |            | 2016–     |      |
| 103    | Ahmed al-Mukhaini              | Abwehr     | 2003–2013 | 08   |
| 102    | Hani al-Dhabit                 | Mittelfeld | 1997–2014 | 43   |
| 101    | Ismail al-Ajmi                 | Angriff    | 2003–2013 | 14   |

| Tore | Spieler              | Zeitraum        | Spiele |
| ---- | -------------------- | --------------- | ------ |
| 43   | Hani al-Dhabit       | 1997–2014       | 102    |
| 38   | Amad al-Hosni        | 2003–2015       | 127    |
| 31   | Abdulaziz al-Muqbali | 2011–2019, 2021 | 095    |
| 30   | Fawzi Bashir         | 2001–2013       | 151    |
| 23   | Ahmed Mubarak        | 2003–2019       | 183    |

Quelle: Oman – Record International Players
1. ↑  Von der FIFA anerkannte Spiele und Tore in Klammern, wenn abweichend.

## Asienmeisterschaften
- 1956 bis 1980 – nicht teilgenommen
- 1984 – nicht qualifiziert
- 1988 – nicht teilgenommen
- 1992 bis 2000 – nicht qualifiziert
- 2004 – Gruppenphase
- 2007 – Gruppenphase
- 2011 – nicht qualifiziert
- 2015 – Gruppenphase
- 2019 – Achtelfinale
- 2024 – Gruppenphase
- 2027 – Qualifiziert

## Westasienmeisterschaften
- 2000 bis 2007 – nicht teilgenommen
- 2008 – Vorrunde
- 2010 – Vorrunde
- 2012 – Dritter Platz
- 2013/14 – Vorrunde
- 2019 – nicht teilgenommen
- 2021 – qualifiziert (Austragung erst 2023)

## Teilnahme Omans am FIFA-Arabien-Pokal
- 2021 – Viertelfinale (gegen den späteren Gewinner Tunesien ausgeschieden)

## Länderspiele gegen deutschsprachige Fußballnationalmannschaften
|    | Datum      | Ort    | Heimmannschaft | Resultat | Gastmannschaft |
| -- | ---------- | ------ | -------------- | -------- | -------------- |
| 1. | 18.02.1998 | Maskat | Oman           | 0:2      | Deutschland    |
| 2. | 10.02.1999 | Maskat | Oman           | 1:2      | Schweiz        |
| 3. | 19.02.2000 | Maskat | Oman           | 1:4      | Schweiz        |
| 4. | 16.11.2022 | Maskat | Oman           | 0:1      | Deutschland    |

Bisher fanden keine Länderspiele gegen Österreich, Luxemburg und Liechtenstein statt.

## Trainer
| Trainer                     | Zeitraum                                                                |
| --------------------------- | ----------------------------------------------------------------------- |
| Mamadoh Mohammed Al-Khafaji | 1974–1976                                                               |
| George Smith                | 1979                                                                    |
| Hamed El-Dhiab              | 1980–1982                                                               |
| Mansaf El-Meliti            | 1982                                                                    |
| Paulo Heiki                 | 1984                                                                    |
| Antônio Clemente            | 1986                                                                    |
| Jorge Vitório               | 1986–1988                                                               |
| Karl-Heinz Heddergott       | 1988–1989                                                               |
| Bernd Patzke                | 1990–1992                                                               |
| Heshmat Mohajerani          | 1992–1994                                                               |
| Rashid Jaber                | 1995–1996                                                               |
| Mahmoud El-Gohary           | 1996                                                                    |
| Jozef Vengloš               | 1996–1997                                                               |
| Ian Porterfield             | 1997                                                                    |
| Homayoun Shahrokhi          | 1997–1998                                                               |
| Valdeir Vieira              | 1998–1999                                                               |
| Carlos Alberto Torres       | 2000–2001                                                               |
| Milan Máčala                | 2001                                                                    |
| Bernd Stange                | 2001                                                                    |
| Rashid Jaber                | 2002                                                                    |
| Milan Máčala                | 2003–2005                                                               |
| Srečko Juričić              | 2005–2006                                                               |
| Hamad Al-Azani              | 2006 (Interimstrainer)                                                  |
| Milan Máčala                | 2006–2007                                                               |
| Gabriel Calderón            | 2007–2008                                                               |
| Julio César Ribas           | 2008                                                                    |
| Hamad Al-Azani              | 2008 (Interimstrainer)                                                  |
| Claude Le Roy               | 2008–2010                                                               |
| Hamad Al-Azani              | Jan 2010 (während der Abwesenheit Le Roys nur bei Freundschaftsspielen) |
| Paul Le Guen                | 2011–2016                                                               |
| Juan Ramón López Caro       | 2016                                                                    |
| Pim Verbeek                 | 2016–2019                                                               |
| Erwin Koeman                | 2019                                                                    |
| Branko Ivanković            | 2020–2024                                                               |
| Jaroslav Šilhavý            | 2024                                                                    |
| Rashid Jaber                | seit 2024                                                               |